# 聖馬理
聖馬理，英語：Saint Mari。是由聖亞戴帶領他歸信的。依據他的說法是有聖亞佳作為他的精神導師。他同樣地也被相信有做宣教的工作環繞著尼尼微、尼西比斯，並且沿著幼發拉底河，而且據說有一位大使徒到過敘利亞和波斯。他和亞戴一起創作了《亞戴與馬理彌撒禮儀》。如果任何具體的消息跟馬理有關，事實上這些還算是少的。他仍舊是被東方亞述教會以及迦勒底公教會尊崇為一位聖人。

## 外部連結
- （英文） Catholic Encyclopedia: Liturgy of Addeus and Maris （页面存档备份，存于）